# イラン神話
イラン神話（イランしんわ）とはイランおよび周辺地域に伝わる神話のこと。ペルシア神話、ペルシャ神話ともいう。ペルシアとは本来ファールス州のことを指すがギリシャ語ではより広くイラン地域やその文物のことをも指した。ちなみにイラン地域の人々は昔から自称民族名も国家名も「イラン」（アーリア人の国の意）である。
イラン神話は成立年代によって以下の3つに大別されている。
1. 古代アーリア人の神話。
2. ゾロアスター教神話。
3. イスラーム成立時代の文学、英雄物語など。

## 古代アーリア人の神話
ペルシア人の祖先は紀元前5000年頃東ヨーロッパ地域から各地に移住したインド・ヨーロッパ語族の言語を話す民族の一派アーリア人であったと考えられている。(要出典）
紀元前2000年～紀元前1500年頃、インドへ向かったアーリア人の一部がイランの地にも定住し、継続的に移住してきた。彼らは古いインド・ヨーロッパ語族共通時代に由来する豊かな口承伝説を伝えた。その神話は後にゾロアスター教の聖典『アヴェスター』、特に神々への讃歌である『ヤシュト』によく保存されている。 
古代アーリア人の神話は、太陽や天空を神々と捉え、火の崇拝などの儀式で他のギリシャ、ローマ、北欧へ行ったグループと共通する宗教を持っていたと考えられている。特に『リグ・ヴェーダ』に残された古インド神話とは共通点が多く、ダエーワ（デーヴァ）やアフラ（アスラ）など神名、神格にも共通点が多くみられる。また『リグ・ヴェーダ』の言語であるヴェーダ語は、古イラン語とも極めて近い。
なお、スラヴ地域の神話との語彙の類似点も指摘されているが、これはむしろイラン系遊牧民による影響が大きいと考えられている。

## ゾロアスター教神話
ゾロアスター教神話は、この古代アーリア人の宗教、神話をベースにしながら、より高等宗教化したものと思われる。それはより広範囲の、民族や文化の壁を越えて信仰された点があるからだ。特に重要なのは、中世になって編纂された『デーンカルド』『ブンダヒシュン』などの宗教文書で、ゾロアスター教神学の重要な説話を多く伝えている。
イラン地域はその後イスラーム化された。ゾロアスター教徒たちは迫害されながらも、近世のサファヴィー朝になり自由を与えられ、この時代にゾロアスター教のマギ（祭司）たちは信仰をまもるため、文献の作成、編集作業を行った。

## イスラーム成立時代の文学、英雄物語
イスラーム化以後のイランでも、神話の伝統に材を取った物語が多く作られた。これも広義のイラン神話と言えよう。ただし、その内容には一神教の教義に反しないような改編が行われている。
パフラヴィー語で書かれた中世文学書『フワダーイ・ナーマグ』に材を取った英雄叙事詩『シャー・ナーメ（王書）』などがこれに属する。

## 日本語文献（概説）
- ジョン・R.ヒネルズ『ペルシア神話』井本英一・奥西峻介訳、青土社、1993年、ISBN 4791752724
- 岡田恵美子『ペルシアの神話 光と闇のたたかい』筑摩書房、1982年、ISBN 4480329056
  - 岡田恵美子『ペルシャの神話』筑摩書房〈ちくま学芸文庫〉、2023年4月、ISBN 978-4480511799